# Nusfjord
Nusfjord est une localité du comté de Nordland, en Norvège.

## Géographie
Administrativement, Nusfjord fait partie de la kommune de Flakstad.